# Konrad Valentin von Kaim
Konrad Valentin von Kaim (Offenburg, 1731 – Udine, 16 febbraio 1801) è stato un generale austriaco di origini tedesche.

## Biografia

### I primi anni e la carriera nell'esercito francese
Nato nel 1737 a Gegenbach o nel 1731 a Offenburg, di Kaim si sa che suo padre era un fornaio, ma ancora giovanissimo decise di intraprendere il mestiere delle armi.
Nel 1750, il giovane Kaim decise spontaneamente di unirsi all'esercito reale francese col quale prese parte alla Guerra dei Sette anni sino a raggiungere il grado di maggiore. Nel 1770 decise di trasferirsi nell'esercito imperiale dove venne accolto col medesimo grado e dove gli venne assegnato il comando del 41º reggimento di fanteria Conte Plunkett. Kaim venne successivamente nominato tenente colonnello il 28 giugno 1785 e colonnello il 19 novembre 1788. Nel 1789, con la ribellione dei Paesi Bassi austriaci al potere imperiale, venne impiegato su quel settore dove rimase fino al 1790, divenendo essenziale per la protezione della fortezza di Lussemburgo.

### La rivoluzione francese

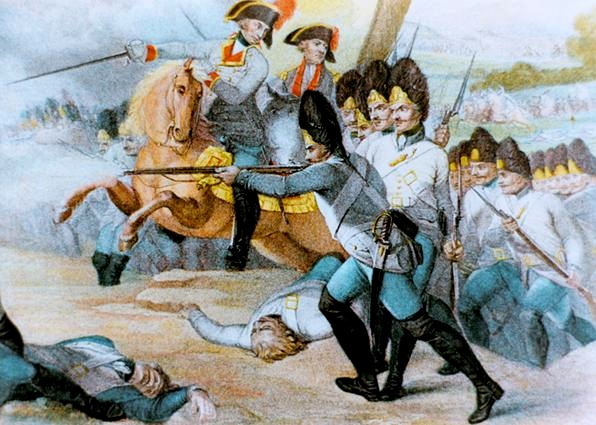
Granatieri austriaci combattono durante le guerre rivoluzionarie francesi. Von Kaim ottenne il comando di una brigata di granatieri con cui combatté nell'Alto Reno

Lo scoppio della guerra contro la Francia nel 1792 vide Kaim partecipare attivamente alle prime operazioni sul campo. Il suo primo successo lo ebbe il 15 maggio quando, con quattro compagnie del suo reggimento, conquistò la città di Orchides difesa da una guarnigione di 700 uomini. Il 7 settembre inflisse una nuova sconfitta ai francesi nei pressi di Château-l'Abbaye, sfruttando la confusione creatasi sul campo avversario per prendere Saint-Amand. Un mese dopo, il 6 novembre, presenziò e combatté alla Battaglia di Jemappes. Col grado di generale di brigata venne posto sul fianco destro del campo di battaglia con due battaglioni di fanteria e tre squadroni di ussari. Durante il combattimento il suo reggimento subì pesanti perdite: 14 ufficiali e 400 uomini in tutto. Per la sua abilità nel condurre lo scontro venne comunque ricompensato con la croce di cavaliere dell'Ordine Militare di Maria Teresa il 19 novembre 1792.
Nel 1793 prese parte all'Assedio di Magonza ed alla Battaglia di Wissembourg il 13 ottobre di quello stesso anno. Nominato maggiore generale nel dicembre del 1793 o il 1º gennaio del 1794, ottenne il comando di una brigata di riserva nell'esercito del principe di Sassonia-Coburgo-Gotha col quale condusse la Campagna delle Fiandre. Venne quindi inviato sul Reno a capo di una brigata di granatieri integrati alla divisione del generale Riesch. Kaim seppe guadagnarsi ulteriori distinzioni prendendo parte alla campagna del 1796 e combattendo a Neresheim, ad Amberg ed a Würzburg. Il 1º marzo 1797, venne ufficializzata la sua nomina al grado di feldmaresciallo luogotenente. Passò per breve tempo in Italia dove tornò due anni più tardi combattendo questa volta sotto gli ordini del generale Kray. Il 26 marzo 1799, guidò le truppe imperiali durante la Battaglia di Verona dove si oppose al corpo francese guidato dal generale Moreau. Ferito durante il combattimento, Kaim presenziò comunque alla vittoria della Battaglia di Magnano il 5 aprile successivo. Il generale venne dunque nominato responsabile a Pizzighettone dove i francesi si arresero l'11 maggio e poi a Torino il 20 giugno dove si vide consegnare 382 fucili e 40.000 moschetti. Considerato a quel punto uno dei migliori generali austriaci dell'armata d'Italia, si avvicinò sempre più al generale Melas, capo supremo delle armate austriache in Italia, di cui divenne confidente di fiducia.

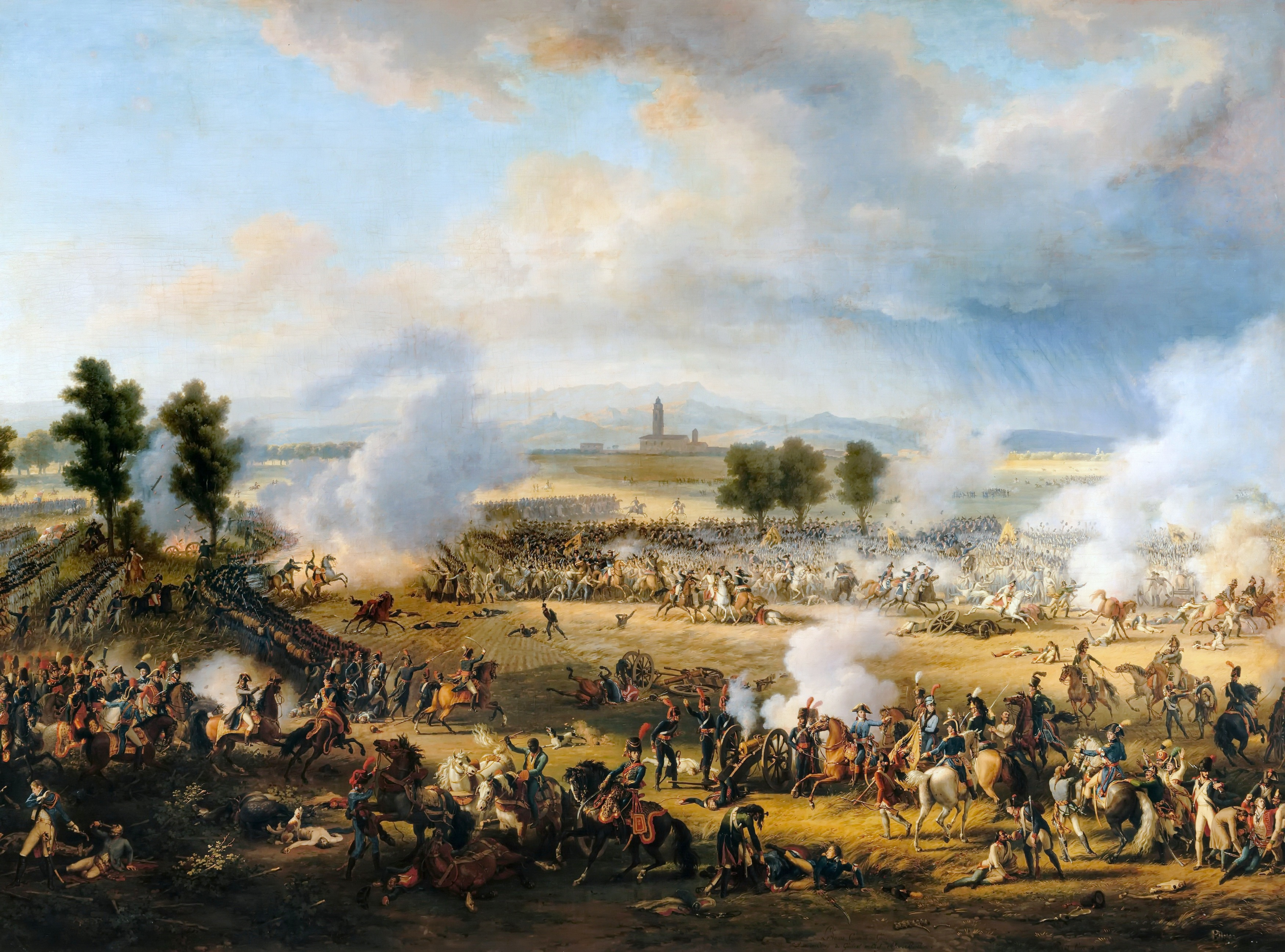
La Battaglia di Marengo in un dipinto di Louis-François Lejeune.

Nel 1800, Bonaparte intervenne personalmente in Italia a capo delle forze francesi e fronteggiò Melas il 14 giugno nella Battaglia di Marengo. Assegnata al centro dello scontro, la divisione Kaim schierò tre brigate al comando dei generali Briey, Knesevich e Wolff, per un totale di 4909 persone su otto battaglioni. Kaim lanciò la prima offensiva su Marengo alle 11.00, ma questa venne respinta dai francesi. Alle 12.30 provò una seconda sortita, mirando questa volta ai fianchi dell'armata nemica. Marengo cadde attorno alle 14.00, costringendo Napoleone ad ordinare una ritirata generale. Credendo di aver riportato la vittoria, Melas lasciò il campo di battaglia concedendo il comando a Kaim ed al generale Anton von Zach del suo stato maggiore, ma l'arrivo improvviso del corpo d'armata di Desaix e delle sue cariche di cavalleria, fecero al fine propendere per una decisiva vittoria francese.
Durante la campagna dell'inverno del 1800 in Italia, Kaim diresse la più grande divisione dell'esercito imperiale - 12.000 uomini - comando che lo subordinava direttamente al conte di Bellegarde. Il 25 dicembre di quell'anno venne ferito gravemente nella Battaglia di Pozzolo e, dopo lunghe sofferenze, si spense ad Udine il 16 febbraio del 1801.